# Gens Minúcia
La gens Minúcia (en llatí Minucia gens) va ser una gens romana patrícia i plebea. La branca patrícia portava el cognomen Augurí i les plebees Basili (Basilus), Ruf (Rufus) i Therme (Thermus). Es coneix una moneda amb el cap de Pal·les a un costat i Júpiter a l'altra amb carruatge, i la inscripció L. Minucius, personatge per altra banda desconegut.

## Personatges destacats
- Marc Minuci, tribú de la plebs el 401 aC
- Marc Minuci Fes (Marcus Minucius Fessus) va ser àugur. Va ser un dels primers àugurs plebeus elegits després de la llei Ogúlnia de Sacerdotiis aprovada l'any 300 aC pels tribuns Quint i Gneu Ogulni
- Quint Minuci (Quintus Minucius) va ser un militar romà, legat del cònsol Marc Claudi Marcel durant el setge de Càpua el 210 aC.[2]
- Publi Minuci (Publius Minucius) va ser tribú militar en la guerra de Roma contra els gals bois el 193 aC.[3]
- Quint Minuci (Quintus Minucius) germà de l'anterior, va ser tribú militar en la guerra de Roma contra els gals bois el 193 aC.[3]
- Luci Minuci (Lucius Minucius) va ser un militar romà, legat del pretor Quint Fulvi Flac a la Hispània Citerior el 180 aC.
- Tiberi Minuci (Tiberius Minucius) va ser un magistrat romà, que, amb el càrrec de pretor peregrí el 180 aC, va morir durant l'exercici de la magistratura.[4]
- Luci Minuci Basili (Lucius Minucius Basilius) va ser un dels assassins de Juli Cèsar.